# شيموس ويلان
شيموس ويلان (بالإنجليزية: Séamus Whelan)‏ هو لاعب قذف أيرلندي، ولد في 1938.